# Verginica Novac
Verginica Novac (n. 27 iunie 1953) este un fost deputat român în legislatura 1990-1992, ales în județul Vrancea pe listele partidului FSN.